# Communauté de communes de la Plaine d’Estrées
Die Communauté de communes de la Plaine d’Estrées  ist ein französischer Gemeindeverband mit der Rechtsform einer Communauté de communes im Département Oise in der Region Hauts-de-France. Sie wurde am 9. Juni 1997 gegründet und umfasst 19 Gemeinden. Der Verwaltungssitz befindet sich im Ort Estrées-Saint-Denis.

## Mitgliedsgemeinden
Mitgliedsgemeinden sind vierzehn der fünfzehn Gemeinden des Kantons Estrées-Saint-Denis (nur Lachelle ist nicht dabei) und fünf Gemeinden des Kantons Clermont.
| Gemeinde                                      | Einwohner 1. Januar 2022 | Fläche km² | Dichte Einw./km² | Code INSEE | Postleitzahl |
| --------------------------------------------- | ------------------------ | ---------- | ---------------- | ---------- | ------------ |
| Arsy                                          | 817                      | 7,27       | 112              | 60024      | 60190        |
| Avrigny                                       | 401                      | 6,01       | 67               | 60036      | 60190        |
| Bailleul-le-Soc                               | 644                      | 14,14      | 46               | 60040      | 60190        |
| Blincourt                                     | 122                      | 2,82       | 43               | 60078      | 60190        |
| Canly                                         | 743                      | 8,00       | 93               | 60125      | 60680        |
| Chevrières                                    | 2.017                    | 12,40      | 163              | 60149      | 60710        |
| Choisy-la-Victoire                            | 245                      | 9,97       | 25               | 60152      | 60190        |
| Épineuse                                      | 282                      | 7,12       | 40               | 60210      | 60190        |
| Estrées-Saint-Denis                           | 3.660                    | 8,08       | 453              | 60223      | 60190        |
| Francières                                    | 544                      | 8,23       | 66               | 60254      | 60190        |
| Grandfresnoy                                  | 1.826                    | 10,57      | 173              | 60284      | 60680        |
| Hémévillers                                   | 467                      | 6,93       | 67               | 60308      | 60190        |
| Houdancourt                                   | 676                      | 6,71       | 101              | 60318      | 60710        |
| Le Fayel                                      | 233                      | 2,56       | 91               | 60229      | 60680        |
| Longueil-Sainte-Marie                         | 1.952                    | 17,00      | 115              | 60369      | 60126        |
| Montmartin                                    | 288                      | 3,33       | 86               | 60424      | 60190        |
| Moyvillers                                    | 666                      | 9,06       | 74               | 60441      | 60190        |
| Remy                                          | 1.957                    | 19,97      | 98               | 60531      | 60190        |
| Rivecourt                                     | 627                      | 3,87       | 162              | 60540      | 60126        |
| Communauté de communes de la Plaine d’Estrées | 18.167                   | 164,04     | 111              | –          | –            |